# بليموث (ماساتشوستس)

بليموث هي بلدة تقع في مقاطعة بليموث،ماساتشوستس،الولايات المتحدة.